# Blues sur Seine
 (juillet 2022).
Blues sur Seine est un festival français de blues et de musiques afro-américaines organisé chaque année au mois de novembre dans le département des Yvelines (Île-de-France). 
Le festival Blues sur Seine existe depuis 1999 et est organisé chaque année au mois de novembre dans une trentaine de communes partenaires du Mantois et du Val de Seine (Yvelines, Ile de France). Durant 16 jours, près de 150 manifestations sont organisées dans une centaine de lieux partenaires de l'évènement dont près de 70 actions à vocations pédagogiques et sociales. 
En 2008, Blues sur Seine a été reconnu par la Blues Foundation américaine qui lui a décerné un « Keeping the blues alive award », catégorie internationale  pour l’ensemble de son action envers le blues en France[réf. souhaitée].
Depuis 2016 Blues sur Seine propose Tracteur Blues, un festival rural, familial et musical qui se déroule au printemps, également dans les Yvelines.